# Хинсдейл (окръг)
Окръг Хинсдейл (на английски: Hinsdale County) е окръг в щата Колорадо, Съединени американски щати. Площта му е 2909 km², а населението - 794 души (2017). Административен център е град Лейк Сити.